# Peralillo
Peralillo är en kommun i Chile.   Den ligger i provinsen Provincia de Colchagua och regionen Región de O'Higgins, i den södra delen av landet, 140 km sydväst om huvudstaden Santiago de Chile.
Trakten runt Peralillo består till största delen av jordbruksmark. Runt Peralillo är det ganska tätbefolkat, med 104 invånare per kvadratkilometer.